# Frank Ankersmit
Franklin Rudolf Ankersmit (1945, Deventer) é um historiador e filósofo neerlandês. As suas investigações e publicações abrangem os campos da teoria da história, da filosofia política, bem como da estética.
Ankersmit doutorou-se em 1982 na Universidade de Groningen, com uma dissertação intitulada Lógica narrativa. Uma análise semântica da linguagem do historiador. Desde então, consolidou-se como uma das principais referências para a discussão contemporânea sobre história e historiografia. Desde 1992 é professor de teoria da história e história intelectual na Universidade de Groningen.